# Emmanuel Bamba
Pour les articles homonymes, voir Bamba.
Emmanuel Bamba, né en 1920 et mort le 2 juin 1966 à Kinshasa, est un homme politique congolais membre de l'Alliance des Bakongo. 
Il est le ministre des Finances dans le Gouvernement Adoula de mai 1962 à juin 1964, ministre de la Fonction publique dans le Gouvernement Kimba en 1965, et sénateur en 1965.
Il est le fils spirituel de Simon Kimbangu avec lequel il est prisonnier à Élisabethville. Il est dissident de l'Église kimbanguiste et fondateur en 1961 de l’église Le salut en Jésus-Christ par le Témoin Simon Kimbangu.
Il fait partie des quatre martyrs de la Pentecôte exécutés par pendaison le 2 juin 1966 à Kinshasa sous le régime de Joseph-Désiré Mobutu.